# English Rebel Songs 1381-1914
English Rebel Songs 1381-1914 è il terzo album in studio del gruppo musicale britannico Chumbawamba, pubblicato nel 1988.

## Tracce
1. The Cutty Wren
2. The Diggers' Song
3. Colliers' March
4. The Triumph of General Ludd
5. Chartist Anthem
6. Song on the Times
7. Smashing of the Van
8. The World Turned Upside Down
9. Poverty Knock
10. Idris Strike Song
11. Hanging on the Old Barbed Wire
12. The Cutty Wren